# Castrul roman Ad Mutriam
Castrul se află în satul Valea Perilor, județul Gorj, pe o terasă aluvionară a râului Motru, la aproximativ 130 m de șoseaua ce leagă orașele Motru și Baia de Aramă, fiind mărginit la est de pârâul Chivădarul.
Forma castrului este dreptunghiulară, cu colțurile rotunjite.
Castru este aliniat pe lungimea sa cu axa nord-sud, poarta pretoriană aflându-se în partea sudică.
Castrul avea rolul de a supraveghea regiunea muntoasă de pe Valea Motrului - locuită de o numeroasă populație dacică.

## Istoric
Primele cercetări sitematice s-au efectuat în anul 1973 de către Muzeul Regiunii Porților de Fier – Drobeta Turnu Severin și Institutul de Arheologie București, iar după aceea continuate în perioada 1981-1984 de către Muzeul Județean Gorj în colaborare cu Institutul de Arheologie București.
Pe teritoriul castrului s-au descoperit numeroase
fragmente ceramice de origine romană și dacică, indicând faptul că dacii au conviețuit alături de soldații și coloniștii romani.
O importantă descoperire referitoare la cronologia acestui castru
o constituie o monedă romană emisă de împăratul Gallienus, monedă ce o reprezenta pe soția împăratului, Salonina.
De asemenea s-a descoperit un signum militare în forma unei mâini de bronz ce purta o reprezentare a zeiței Victoria pe vârful degetelor,
obiect ce se păstrează la muzeul din Drobeta Turnu Severin.
În apropierea castrului, în partea de nord și est, s-a dezvoltat așezarea civilă romană ce se întindea pe o suprafață de circa 20 ha.
Drumul roman a fost identificat și el. Acesta lega castrul de castrul de la Pinoasa, trecând prin dreptul localităților Glogova și Apa Neagră luând apoi spre cursul Tismanei.